# Гидроксид калия
Гидрокси́д ка́лия (лат. Kalii hydroxidum) — неорганическое соединение с химической формулой KOH. Бесцветные, очень гигроскопичные кристаллы, но гигроскопичность меньше, чем у гидроксида натрия. Водные растворы KOH имеют сильнощелочную реакцию. Получают электролизом растворов хлорида калия (KCl), применяют в производстве жидких мыльных средств, для получения различных соединений калия, для получения загустителей для некоторых видов густых мазеобразных смазок, используемых в различных механизмах.
Тривиальные названия: едкое кали, каустический поташ, а также гидрат окиси калия, гидроокись калия, калиевая щёлочь, калиевый щёлок.

## Физические свойства
Имеет вид бесцветных кристаллов. Может находиться в двух различных модификациях: моноклинной, устойчивой до 247 °C и кубической, аналогичной таковой у хлорида натрия (a = 0,533 нм, z = 4, пространственная группа Fm3m). Температура плавления 405 °C, кипения 1325 °C, плотность 2,044 г/см3. Хорошо растворим в воде — 107 г / 100 мл (15 °C), при растворении в воде жидкость нагревается.

## Химические свойства
- Взаимодействие с некоторыми солями с образованием нового основания и новой соли (при условии соблюдения правила Бертолле)

{\displaystyle {\ce {3 KOH + AlCl3 -> 3KCl + Al(OH)3}}}
{\displaystyle {\ce {2 KOH + MgSO4 -> K2SO4 + Mg(OH)2}}}
- Взаимодействие с кислотами с образованием соли и воды (реакция нейтрализации):

{\displaystyle {\ce {KOH + HCl -> KCl + H2O}}}
{\displaystyle {\ce {2KOH + H2SO4 -> K2SO4 + 2H2O}}}
- Взаимодействие с кислотными оксидами с образованием соли и воды:

{\displaystyle {\ce {2KOH + CO_2 -> K_2CO_3 + H_2O}}}
{\displaystyle {\ce {2KOH + SO_3 -> K_2SO_4 + H_2O}}}
- Взаимодействие с некоторыми непереходными металлами в растворе с образованием комплексной соли и водорода:

{\displaystyle {\ce {2Al + 2KOH + 6H2O -> 2K [Al(OH)4] + 3H2 ^}}}
Гидроксид калия получают электролизом растворов KCl, обычно с применением ртутных катодов, что даёт продукт высокой чистоты, не содержащий примеси хлоридов:
{\displaystyle {\ce {2KCl + 2H_2O -> 2KOH + H_2 ^ + Cl_2 ^}}}
Электролиз расплава протекает по следующему уравнению:
{\displaystyle {\ce {4KOH -> 4K + 2H2O + O2}}}
Именно так впервые были получены чистые натрий и калий британским химиком Г. Дэви.

## Применение
Гидроксид калия является практически универсальным химическим соединением. Ниже приведены примеры материалов и процессы, в которых он используется:
- нейтрализация кислот,
- аккумуляторы и гальванические элементы — раствор KOH применяется в качестве электролита, например, в серебряно-цинковых и никель-кадмиевых аккумуляторах,
- катализ,
- моющие средства — калиевые мыла (стеарат калия и другие калийные соли жирных кислот — являются ПАВ),
- буровые растворы,
- красители,
- удобрения,
- производство пищевых продуктов,
- газоочистка,
- металлургическое производство,
- переработка нефти,
- некоторые консистентные смазки содержат калийные соли жирных кислот — калийный мыльный загуститель,
- различные органические и неорганические вещества,
- целлюлозно-бумажное производство,
- пестициды,
- фармацевтика,
- регулирование pH,
- карбонат калия и другие калийные соединения,
- мыла,
- синтетический каучук[3].

В пищевой промышленности обозначается как пищевая добавка E525. Используется как регулятор кислотности, в качестве осушителя и средства для снятия кожицы с овощей, корнеплодов и фруктов. Он также используется в качестве катализатора в некоторых реакциях.
Также используется для получения метана, поглощения кислотных газов и обнаружения некоторых катионов в растворах.
Популярное средство в производстве косметической продукции, вступая в реакцию с жирными маслами, расщепляется и омыливает при этом масла.
В качестве агента для растворения засоров канализационных труб, в виде сухих гранул или в составе гелей (наряду с гидроксидом натрия). Гидроксид калия дезагрегирует засор и способствует лёгкому продвижению его далее по трубе.
В циркониевом производстве используется для получения обесфторенного гидроксида циркония.
В сфере промышленной мойки продукты на основе гидроксида калия, нагретые до 50—60 °С, применяются для очистки изделий из нержавеющей стали от жира и других масляных веществ, а также остатков механической обработки.
Используется в качестве электролита в щелочных (алкалиновых) батарейках.
Также применяется в ресомации — альтернативном способе «захоронения» тел.
5 % раствор гидроксида калия используется в медицине для лечения бородавок.
В фотографии используется, как компонент проявителей, тонеров, индикаторов тиосульфатов и для удаления эмульсии с фотографических материалов.

## Производство
В промышленном масштабе гидроксид калия получают электролизом хлористого калия.
Возможны три варианта проведения электролиза:
- электролиз с твёрдым асбестовым катодом (диафрагменный метод производства),
- электролиз с полимерным катодом (мембранный метод производства),
- электролиз с жидким ртутным катодом (ртутный метод производства).

В ряду электрохимических методов производства самым лёгким и удобным способом является электролиз с ртутным катодом, но этот метод наносит значительный вред окружающей среде в результате испарения и утечек металлической ртути. Мембранный метод производства самый эффективный, но и самый сложный.
В то время как диафрагменный и ртутный методы были известны соответственно с 1885 и 1892 гг., мембранный метод появился сравнительно недавно — в 1970 гг.
Основной тенденцией в мировом производстве гидроксида калия в последние 10 лет является переход производителей на мембранный метод электролиза. Ртутный электролиз является устаревшей, экономически невыгодной и негативно действующей на окружающую среду технологией. Мембранный электролиз полностью исключает использование ртути. Экологическая безопасность мембранного метода заключается в том, что сточные воды после очистки вновь подаются в технологический цикл, а не сбрасываются в канализацию.
При использовании данного метода решаются следующие задачи:
- исключается стадия сжижения и испарения хлора,
- водород используется для технологического пара, исключаются газовые выбросы хлора и его соединений.

Мировым лидером в области мембранных технологий является японская компания «Асахи Касэй».
В России производство гидроксида калия осуществляется мембранным (ООО «Сода-Хлорат») методом.
Особенностью технологического оформления производства гидроксида калия является тот факт, что на аналогичных установках электролиза можно выпускать как едкое кали, так и каустическую соду. Это позволяет производителям без существенных капиталовложений переходить на производство гидроксида калия взамен каустической соды, производство которой не столь рентабельно, а сбыт в последние годы усложняется. При этом в случае изменений на рынке возможен безболезненный перевод электролизёров на производство ранее выпускавшегося продукта.
Примером перевода части мощностей с производства гидроксида натрия на гидроксид калия может служить ОАО «Завод полимеров КЧХК», начавший промышленный выпуск едкого кали на пяти электролизёрах в 2007 году.

## Меры предосторожности при обращении с гидроксидом калия
Гидроксид калия — едкое, токсичное вещество, обладающее ярко выраженными щелочными свойствами. По степени воздействия на человеческий организм оно относится к веществам 2-го класса опасности. В чистом виде действует на кожу и слизистые оболочки прижигающим образом. Особенно опасным считается попадание (больших) частиц гидроксида калия в глаза. Поэтому все работы с этим веществом должны проводиться в резиновых перчатках и очках. Гидроксид калия разрушает бумагу, кожу и другие материалы органического происхождения.
Предельно допустимая концентрация аэрозоля гидроксида калия в воздухе рабочих помещений составляет 0,5 мг/м3 в соответствии с ГОСТ 12.1.007-76.
Гидроксид калия не горюч, пожаро- и взрывобезопасен.